# أيمي فاولر
أيمي فاولر (بالإنجليزية: Aimee Fuller) هي متزلجة بريطانية، ولدت في 21 يوليو 1991 في فارنبوروغ في المملكة المتحدة.

## وصلات خارجية
- أيمي فاولر على موقع اللجنة الأولمبية الدولية (الإنجليزية)
- أيمي فاولر على موقع أوليمبيديا (الإنجليزية)
- أيمي فاولر على موقع اللجنة الأولمبية البريطانية (الإنجليزية)